# 清洲銀行
清洲銀行（きよすぎんこう）は、明治期に愛知県清洲町（現清須市）で設立された私立銀行。
1893年（明治26年）に、愛知県清洲町を本店に資本金7万5千円（払込済6万円）で設立。1937年（昭和12年）に稲沢銀行に営業譲渡し解散。営業譲渡時の資本金は50万円（払込済30万円）。支店は甚目寺、下津、四ツ家の3箇所。頭取は河邑泰朗。

## 沿革
- 1893年（明治26年）3月11日：設立（「銀行総覧」では3月8日設立）
- 1893年（明治26年）3月25日：開業
- 1937年（昭和12年）8月10日：解散決議
- 1937年（昭和12年）8月19日：稲沢銀行（後に東海銀行に合併）に営業譲渡